# Халанська Чарита Гаврилівна
Чарита Гаврилівна Халанська — українська кінооператорка. Народилася 31 грудня 1938 р. Померла 22 грудня 1989 р. Закінчила операторський факультет Всесоюзного державного інституту кінематографії (1970). Була операторкою студії «Укркінохроніка» (1960—1985). Була членкинею Спілки кінематографістів України.

## Фільмографія
Зняла фільми:
- «Цукор роблять автомати» (1968),
- «Право називатися людиною» (1969),
- «Економічна реформа» (1970),
- «Служба у нас така» (1973),
- «Село моє — дім мій» (1974),
- «Від з'їзду до з'їзду» (1975),
- «Між небом і землею» (у співавт.),
- «Остап Вишня» (1976),
- «Свято райдуги» (1977),
- «Дні культури в Азербайджані» (1979),
- «Мій дорогий син Степан» (1980),
- «Я пощу в далекі гори» (1981) та ін.